# 斯科帕爾尼克海崖
63°46′08″S 58°40′26″W / 63.76889°S 58.67389°W

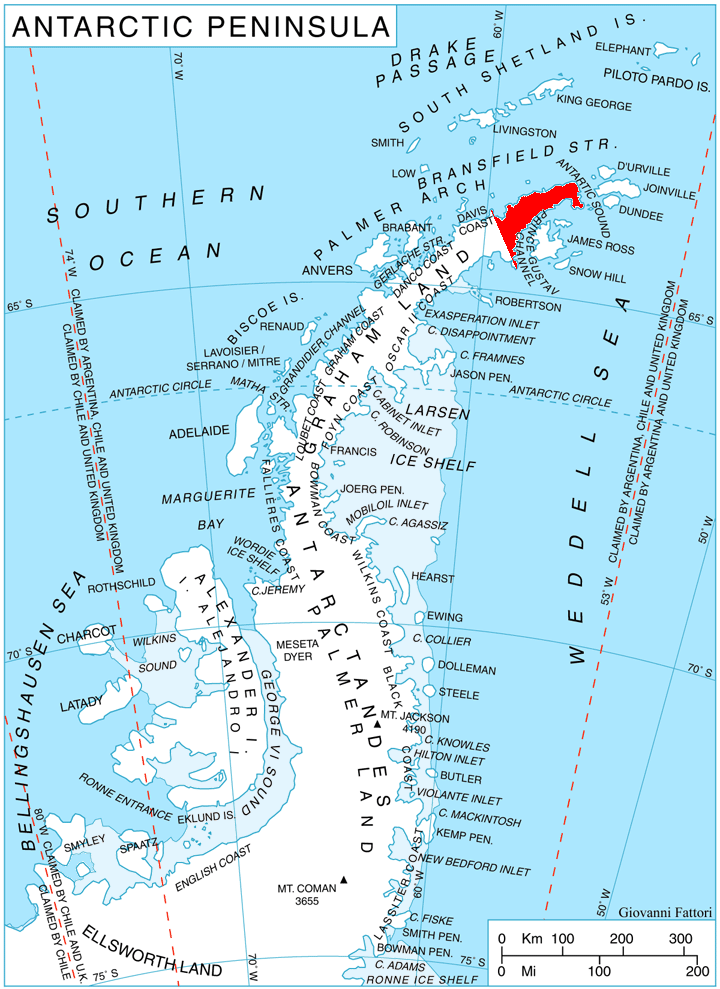

斯科帕爾尼克海崖是南極洲的海崖，位於葛拉漢地特里尼蒂半島的底特律高原東北部，處於斯凱勒爾山以南3.56公里、安托諾夫峰西南面4.88公里、博茲韋利峰以西6.83公里、貝茲博格峰西北面6.89公里、古爾古利亞特峰西北面7.08公里和本迪達峰東北面11.52公里，海拔高度超過700米，以保加利亞西部的山峰命名。

## 外部連結
- Trinity Peninsula. Scale 1:250000 topographic map No. 5697. Institut für Angewandte Geodäsie and British Antarctic Survey, 1996.
- SCAR Composite Antarctic Gazetteer（页面存档备份，存于）.